# Jan Terlecki
Jan Terlecki herbu Sas – stolnik piński w latach 1688-1711.
Był elektorem Augusta II Mocnego z województwa brzeskolitewskiego w 1697 roku.